# Mannō
Mannō (jap. まんのう町 Mannō-chō) – miasto w Japonii, na wyspie Sikoku, w prefekturze Kagawa. Według danych na rok 2020 miejscowość zamieszkiwało 17 401 mieszkańców , a gęstość zaludnienia wyniosła 89,5 os./km².